# Eudiaptomus ziegelmayeri
Eudiaptomus ziegelmayeri is een eenoogkreeftjessoort uit de familie van de Diaptomidae. De wetenschappelijke naam van de soort is voor het eerst geldig gepubliceerd in 1924 door Kiefer.